# Mohammed Ajoeb Khan
Sardar Mohammed Ajoeb Khan (Pasjtoe: محمد ايوب خان) (Kabul, 1857 - Lahore, 7 april 1914) was van 24 december 1879 tot 11 augustus 1880 regent van Afghanistan, van 11 augustus 1880 tot 1881 emir van Herat en in 1881 emir van Kandahar. Hij was de vijfde zoon van emir Sjer Ali Khan en de broer van de in 1879 regerende emir Mohammed Jakoeb Khan.
Hij werd bekend gedurende de Tweede Anglo-Afghaanse Oorlog om zijn overwinning op de Britten in de tweede slag bij Maiwand op 27 juli 1880. Na zijn nederlaag tijdens de slag bij Kandahar op 1 september 1880 werd Abdoer Rahman Khan zijn opvolger als nieuwe emir. Mohammed Ajoeb Khan ging in ballingschap in Perzië en Indië. Hij stierf in Lahore in 1914. Hij werd begraven in Pesjawar, waar koning Habiboellah Khan een mausoleum voor hem liet optrekken.